# Roland Günther
Roland Günther (né le 11 novembre 1962 à Zwingenberg) est un coureur cycliste allemand, professionnel de 1987 à 1993. Il a notamment été champion du monde de poursuite par équipes avec Rolf Gölz, Gerhard Strittmatter et Michael Marx en 1983 et médaillé de bronze de la poursuite par équipes aux Jeux olympiques de 1984 à Los Angeles.

## Palmarès sur piste

### Jeux olympiques
- Los Angeles 1984
  -  Médaillé de bronze de la poursuite par équipes

### Championnats du monde
- Leicester 1982
  -  Médaillé d'argent de la poursuite par équipes

- Zurich 1983
  -  Champion du monde de poursuite par équipes (avec Rolf Gölz, Gerhard Strittmatter et Michael Marx)

- Bassano del Grappa 1985
  -  Médaillé de bronze de la poursuite individuelle amateurs

- Vienne 1987
  - 4e de la poursuite par équipes[1]

- Gand 1988
  - 4e de la course aux points[1]

- Stuttgart 1991
  - 6e du demi-fond[1]

- Valence 1992
  - 4e du demi-fond[1]

### Championnats du monde militaires
- 1983[1]
  -  Champion du monde des 100 km
  -  Champion du monde de poursuite individuelle
  -  Champion du monde de poursuite par équipes

### Championnats d'Europe
- 1987
  -  Champion d'Europe de l'américaine (avec Volker Diehl)[1]
- 1988
  -  Médaillé d'argent de l'américaine
- 1989
  -  Médaillé d'argent du demi-fond
  -  Médaillé de bronze derrière derny
- 1990
  -  Médaillé de bronze du demi-fond
  -  Médaillé de bronze de l'américaine

### Six jours
- Six jours de Gand : 1990 (avec Danny Clark)
- Six jours de Brême : 1990 (avec Danny Clark)

### Championnats nationaux
- Champion d'Allemagne de l'Ouest de poursuite juniors : 1980
- Champion d'Allemagne de l'Ouest de poursuite par équipes amateurs : 1981, 1982 et 1983
- Champion d'Allemagne de l'Ouest de poursuite individuelle amateurs : 1982, 1985 et 1986
- Champion d'Allemagne de l'Ouest derrière derny amateurs : 1985
- Champion d'Allemagne de l'Ouest de poursuite individuelle : 1989[1]
- Champion d'Allemagne du demi-fond : 1992

## Palmarès sur route
- 1986
  - 2e du Tour de Düren

- 1987
  - Berliner Etappenfahrt

- 1988[1]
  - Prologue de la Coors International
  - 8e étape de la Coors Classic

- 1989[1]
  - Tour of the Unknown Coors :
    - Classement général
    - 1re étape

  - 1re étape des Georgia Cycling Series
  - Prologue et 4e (contre-la-montre par équipes) étape de la Redlands Classic

- 1992
  - 16e étape de l'International Cycling Classic[1]